# Bíró János (agrár felsővezető)
Bíró János (Zalaegerszeg, 1966.  november 17. –) magyar  agrár felsővezető és a Syngenta kísérleti vezetője, Kelet- és Dél-Európa.

## Életpályája
1985-ben érettségizett a gödöllői Török Ignác Gimnáziumban, majd felvették a Gödöllői Agrártudományi Egyetem Mezőgazdasági Karára (GATE), ahol 1991-ben szerzett kiváló minősítéssel agrármérnöki diplomát. Diplomájának megszerzése után fél évig a Kanadában az Overland Learning Centerben (Toronto) pallérozta nyelvtudását, majd az Országos Mezőgazdasági Minősítő Intézet munkatársa volt 1992-től 1996-ig.
1996-tól napjainkig a versenyszférában dolgozik. A Novartis Seeds termékfejlesztő mérnöke, fejlesztési vezető, majd marketing és fejlesztési vezető 2006-ig. Ebben az évben szerezte meg másoddiplomáját a Nyugat Magyarországi Egyetem Közgazdaságtudományi karán marketing szakon. A Novartis jogutódjánál, a Syngenta Kft-nél több országért felelős marketing vezető, majd technológiai igazgató a délkelet-európai régióban, ezt követően a Syngenta Kft növényvédelmi vezetője Kelet-Európában.
Az IMBE (Innovatív Mezőgazdasági Biotechnológiáért Egyesület) elnökségi tagja, a VSZT (Vetőmag Terméktanács és Szövetség) elnökségi tagja 2019-ig.

## Munkássága
Az olajos növények termesztéstechnológiájának komplex vizsgálata, a napraforgó tápanyagellátásának, állománysűrűségének, növényvédelmének növényi produkcióra gyakorolt hatásainak vizsgálata. Hibridspecifikus termesztéstechnológiák kidolgozása különös tekintettel a napraforgó hibridek eltérő tőszám, tápanyag és gombaölő szeres állományvédekezésre mutatott genotípusos reakcióira. Az agrotechnikai tényezők növényi minőségre gyakorolt hatásainak vizsgálata. A napraforgó genotípusainak tesztelése, kiválasztása. A magyar köztermesztésben legelterjedtebb hibridek (NK Neoma, NK Kondi, SY Neostar) magyar bevezetése és elterjesztése. A napraforgó növényvédelmi technológiájának kidolgozása, magyarországi, valamint közép- és kelet-európai adaptálása.
Megjelent közleményeinek száma több százra tehető, ebből tudományos publikáció 7. Egy évtizede oktat a Szent István Egyetem szarvasi Tessedik Campusán vetőmag-gazdálkodási szakmérnökképzésben. Emellett tevékeny részt vállal az Agrárminisztérium Iskolakert-fejlesztési Programjában, egy 18. kerületi iskola tankertjének fenntartásában, a helyi közösség fejlesztésében. Hatékonyan lép fel a vetőmagágazat érdekeiért. Tevékeny része van abban, hogy 2019-ben újra lehetővé vált egy olyan hatékony vetőmag ellenőrzési rendszer kidolgozása (átruházott jogkör), amely a rendelkezésre álló korlátos állami forrásokkal észszerűen gazdálkodva képes kiszolgálni a vetőmagágazat igényeit.

## Családja
Felesége Virág Mercedes könyvelő, fia Bíró Bence gazdaságinformatikus, lánya Bíró-Virág Zsófi tanuló.

## Díjai, elismerései
- Novartis Excellence Award, 1998
- Syngenta Excellence Award, 2008
- 125 éves a magyar fajtavizsgálat emlékérem, 2017
- Vörösmarty emlékérem, Vörösmarty Mihály Ének-zenei Nyelvi Általános Iskola és Gimnázium, 2018
- Magyar Arany Érdemkereszt, 2019[7]
- A vitézi rend tagja, anyai nagyapja érdemei révén avatott vitéz (2021 – vitéz Bíró János József).[8]
- Polgármesteri elismerő oklevél, 2022[9]

## Könyvei
A Vetőmagmarketing és kereskedelem című szakkönyvében modern problémamegoldó stratégia-fókusszal, a globális referenciára épülő gyakorlatok tükrében – a vetőmagszektor mesterfogásait mutatja be a termékfejlesztéstől az értékesítésen át egészen a vetőmagcégek társadalmi szerepvállalásáig.
- Vetőmagmarketing és kereskedelem – A marketingkörnyezettől a társadalmi felelősségvállalásig (2020)[10]
- Szántóföldi növények vetőmagtermesztése 3 kötet (2022),  Izsáki és Kruppa szerkesztésében, társszerző és lektor[11]